# Online Marketing Düsseldorf
Die Online Marketing Düsseldorf (OMD) war eine Messe für Online-Marketing, die von 2000 bis 2008 jährlich abgehalten wurde. Die Messe umfasste die Themengebiete wie Performance-, Suchmaschinen-, E-Mail- oder Affiliate-Marketing. Die Premiere der OMD startete 2000 mit 63 Ausstellern, parallel zur mittlerweile nicht mehr existenten Telemesse, in Halle 1 auf dem Düsseldorfer Messegelände. Veranstalter war die Düsseldorfer Firma IGEDO Company GmbH & Co. KG. 2008, bei ihrer letzten Austragung, fand die Kongressmesse auf dem Düsseldorfer Messegelände erstmals in drei Hallen (9, 10 und 11) statt. Am 17. Dezember 2008 gab die IGEDO Company GmbH & Co. KG bekannt, dass sie sich „im Zuge einer Neuausrichtung ihrer Unternehmensstrategie zukünftig ausschließlich auf ihre Kernkompetenz ‚Modemessen‘ konzentrieren“ werde. Die OMD 2009 werde demnach nicht stattfinden.
In Köln wurde auf dem Gelände der Koelnmesse im September 2009 als Nachfolger der OMD die dmexco (Digital Marketing Exposition and Conference) ins Leben gerufen.

## OVK-Award
Mit dem OVK-Award, der im Rahmen einer eigenen Veranstaltung am Vorabend der Messe vergeben wurde, wurden Kampagnenkonzepte gekürt, bei denen das Internet eine herausgehobene Rolle spielt und die das Potenzial der Online-Medien optimal ausschöpfen. 2007 wurde die Agentur pilot 1/0 für eine Kampagne für Müller Milchreis mit dem Award ausgezeichnet. Der Preis ist mit einem Brutto-Onlinewerbevolumen von einer Million Euro dotiert.

## Konvergenz Award
Bis 2006 wurde auf der Messe der Konvergenz Award verliehen. Prämiert wurde damit die intelligente Vernetzung von Online-Werbung mit anderen Medien Zielgruppen. Die Sieger wurden von einer unabhängigen Jury ermittelt und im Rahmen der OMD-Party gekürt. Ab 2007 wurde am Vorabend der Messe der OVK-Award verliehen.

## Aussteller-Kategorien 2008
1. Affiliate Marketing
2. Audio-, Video-, Postproduktion
3. Dienstleistungen
  1. CRM
  2. Mediaplanung, Mediaagentur
  3. Multi-Channel-Marketing
  4. Multimedia-, Kreativ-, Fullservice-Agentur
4. Digital Content
  1. Medienunternehmen, Publisher, Content-Provider
  2. Podcast-Plattform
  3. Video-, Streaming-, IPTV-, WebTV-Plattform
5. E-Commerce
6. E-Mail Marketing
7. In-Game Advertising, Online-Games
8. Marktforschung
9. Mobile Marketing
10. Online-Vermarktung
11. Performance Marketing
12. Permission Marketing
13. Portal, Plattform
14. Social Network
15. Softwaredienstleister
16. Suchmaschinen-Marketing
17. Targeting, Tracking, Ad-Serving

## Messe-Statistik
Besucher:
- 2008: 20.000
- 2007: 10.900
- 2006: 6.600
- 2005: 5.000
- 2004: 3.600
- 2003: 2.700
- 2002: 1.700

(Quelle: Igedo Company 2008)
Aussteller:
- 2008: 380
- 2007: 260
- 2006: 180
- 2005: 108
- 2004: 69
- 2003: 48
- 2002: 36

(Quelle: Igedo Company 2008)